# Pinus arizonica
Pinus arizonica — є одним із видів рослин роду сосна родини соснових, широко відомий як сосна аризонська.

## Поширення
Зростає в північній Мексиці, південному сході Аризони, південному заході Нью-Мексико, Техасі та в західних Сполучених Штатах.

## Опис
Це дерево росте до висоти 25—35 м заввишки, з діаметром стовбура до 1,2 м (3 фути 11 дюймів). Голки перебувають в пучку 3, 4 або 5, у 5-голковому пучку є найпоширенішим. Ця мінливість може бути ознакою гібридизації з тісно пов'язаної жовтої сосни (Pinus ponderosa). Конус один, в парі або в мутовках по три, і 5—11 см в довжину.

## Особливості
Має один з найвищих показників фіксації вуглекислого газу .